# Сливно Равно
42°57′ пн. ш. 17°32′ сх. д. / 42.95° пн. ш. 17.54° сх. д.
Сливно Равно (хорв. Slivno Ravno) — населений пункт у Хорватії, в Дубровницько-Неретванській жупанії у складі громади Сливно.

## Населення
Населення за даними перепису 2011 року становило 2 осіб.
Динаміка чисельності населення поселення: